# Emilio Giannelli
Emilio Giannelli (Siena, 25 febbraio 1936) è un disegnatore e vignettista italiano.

## Biografia
Nasce a Siena nella Contrada del Drago da Fernando e Elena Falaschi, figlia di Enrico Falaschi, sindaco di Siena a fine Ottocento e poi deputato del Regno. È stato principe delle Feriae Matricularum della goliardia senese nel 1960. Aveva una sorella, Ernesta, e un fratello, Enrico (ex priore della contrada), morti nel 2018.
Avvocato all'ufficio legale del Monte dei Paschi di Siena, ex direttore generale della Fondazione Monte dei Paschi di Siena, e disegnatore per passione, viene chiamato da Giorgio Forattini a contribuire all'inserto satirico del quotidiano La Repubblica. Collabora con il quotidiano romano fino al 1991, quando passa al Corriere della Sera, di cui è diventato il vignettista di punta.
Ha collaborato inoltre con periodici quali Epoca, L'Espresso, Panorama.
È l'autore del drappellone per il Palio della Madonna di Provenzano il 2 luglio 2018, vinto proprio dalla sua contrada.
A lui è stata dedicata la pagina Facebook "Capire Giannelli" che dal 2015 analizza in chiave semiseria le sue vignette.
Nel 2022 è uscito  "Un'Italia da Vignetta", che raccoglie 30 anni di vignette per il Corriere della Sera, scritto insieme al giornalista Paolo Conti.

## Raccolte di vignette già pubblicate
Con Solferino libri
- Un'Italia da vignetta (2022), con Paolo Conti

Con Arnoldo Mondadori Editore
- Fratelli d'Italia (1985)
- Scherza coi santi (1986)
- Visti da dietro (1987)
- Contropelo (1988)
- I preziosi ridicoli (1989)
- Gli inaffondabili (1990)
- Alla faccia loro (1991, Corriere Delle Sera)
- Gli uomini che disfecero l'Italia (1992)

Con Rizzoli Editore
- Senza Parole (1993)
- In fondo a destra (1994)
- Servo Vostro (1995)

Con Baldini Castoldi Dalai editore
- Olivolì Olivolà (1996)
- Cacciaballe (1997)

Con Marsilio Editori
- La bombetta (2002)
- Bushetto (2003)
- Il re sola (2004)
- Ricchi, Ricucci & Company (2005)
- Giocondo (2006)
- La cesta (2007)
- Il mago Merlino (2008)
- Meno male che Silvio c'è (2009)
- La banda larga (2010)